# Small Town Folk

Small Town Folk est un film britannique réalisé par Peter Stanley-Ward, sorti en 2007.

## Synopsis
Quelques cyclistes et un couple d'automobilistes se retrouvent sur les terres de Grockleton, un domaine étrange peuplé de gens agressifs et psychologiquement dérangés.

## Fiche technique
- Titre : Small Town Folk
- Réalisation : Peter Stanley-Ward
- Scénario : Natalie Conway et Peter Stanley-Ward
- Production : Natalie Conway, Chris Musselwhite, Peter Stanley-Ward et Chris R. Wright
- Société de production : Gumboot Pictures
- Budget : 4000 livres sterling (5 350 euros)
- Musique : David James Nielsen
- Photographie : Peter Stanley-Ward
- Montage : Peter Stanley-Ward
- Pays d'origine : Royaume-Uni
- Format : Couleurs - 1,85:1 - Stéréo - DV
- Genre : Fantastique, horreur
- Durée : 87 minutes
- Dates de sortie : 1er janvier 2007 (festival de Ringwood), 26 juin 2008 (sortie vidéo Royaume-Uni)

## Distribution
- Chris R. Wright : le propriétaire
- Howard Lew Lewis : Knackerman #1
- Warwick Davis : Knackerman #2
- Dan Palmer : Dobbin
- Simon Stanley-Ward : Marcus
- Greg Martin : Jon
- Hannah Flint : Susan
- Jon Nicholas (V. F. : Frédéric Souterelle) : Pooch
- Ben Richards : Pike
- James Ford : Ric
- Sophie Rundle : Heather
- Tamaryn Payne : Shaz
- Chris Musselwhite : Smithy
- Peter Stanley-Ward : le frère des corbeaux / Jobie
- Harrison Hawker : le frère des corbeaux / un cadavre

## Autour du film
- Le tournage s'est déroulé à New Forest, dans le comté d'Hampshire.
- Le cinéaste avait initialement prévu de tourner un court métrage, mais à la suite du peu d'argent dépensé après vingt minutes de film, ce dernier opta pour le format long. Finalement, la production dura quatre ans et le film fut entièrement auto-produit par l'équipe[1].